# Cantón de Zarcero
Zarcero es el cantón número 11 de la provincia de Alajuela, en Costa Rica. Hasta el 2010 llevaba el nombre de Alfaro Ruiz y se encuentra ubicado hacia el occidente del Valle Central de Costa Rica, a 67 km al noroeste de la ciudad de San José. Está dividido en siete distritos. Limita al norte con el cantón de San Carlos, al sur con el cantón de Naranjo, al este con el cantón de Sarchí y al oeste con el cantón de San Ramón. Fue fundado el 21 de junio de 1915 con el nombre de «Alfaro Ruiz», en honor a Juan Alfaro Ruiz, héroe de la Campaña Nacional de 1856-1857. Su cabecera es la ciudad de Zarcero.
Uno de los rasgos más distintos del cantón es, entre otras cosas, la presencia del parque Evangelista Blanco Brenes, un parque de topiarios ubicado frente a la Iglesia de San Rafael Arcángel en el centro de la ciudad de Zarcero.

## Toponimia
El nombre de Zarcero proviene de una planta, la zarzamora, muy abundante y aromática en el lugar.
El nombre se cambió de Alfaro Ruiz a Zarcero en 2010, debido a que por muchos años, el nombre Zarcero fue el más utilizado para referirse a la localidad.

## Historia

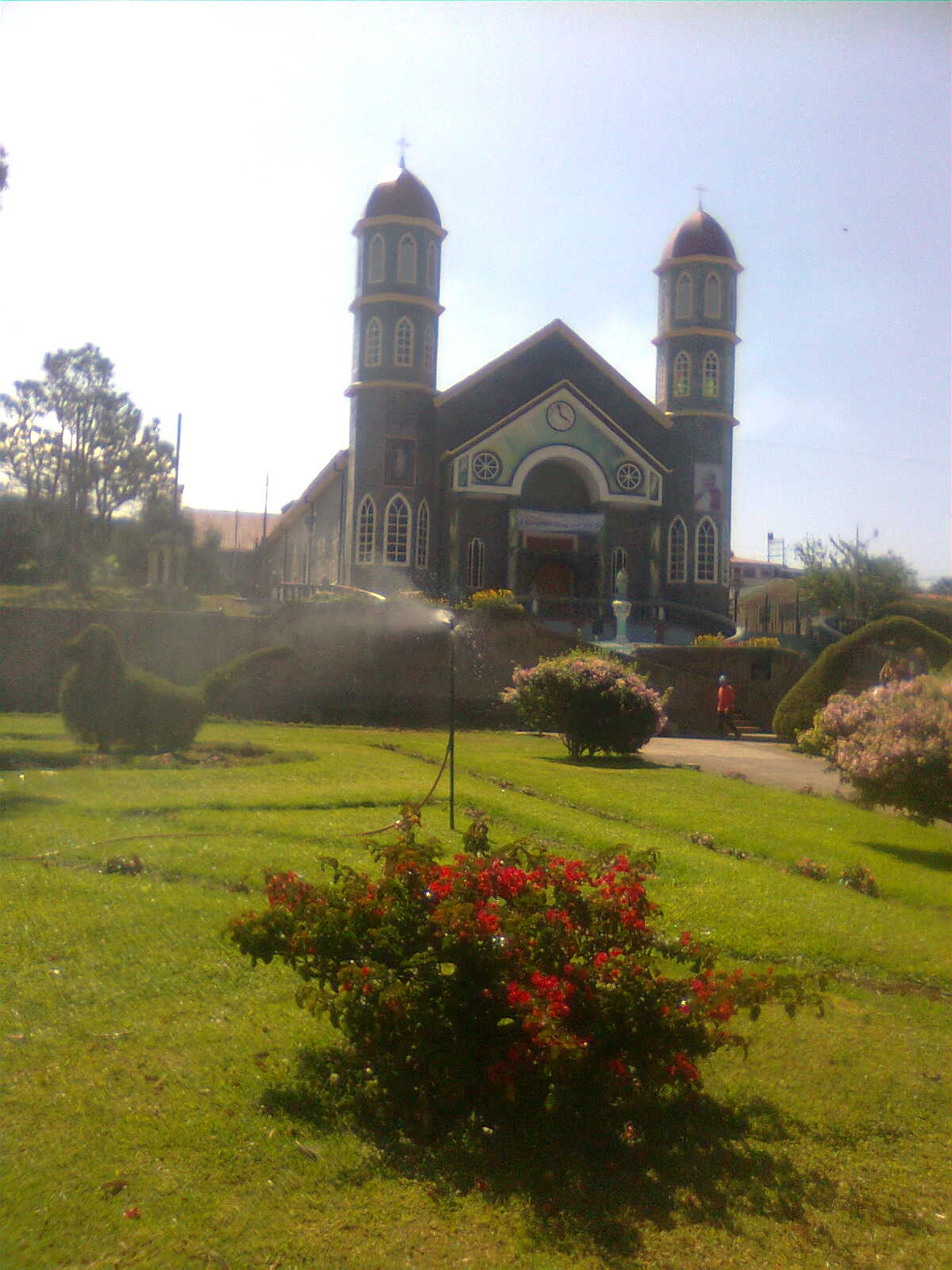
Iglesia de San Rafael.

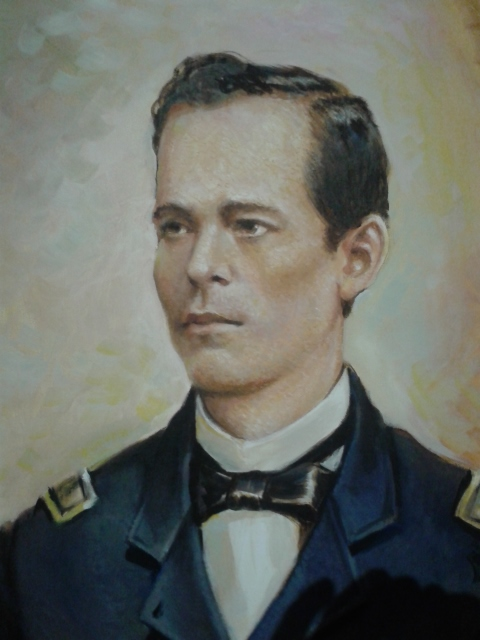
Juan Alfaro Ruiz, héroe nacional de Costa Rica. El cantón de Zarcero llevó su nombre en homenaje hasta 2010.

Durante la época precolombina el territorio del cantón de Zarcero, estuvo habitado por indígenas del Reino Huetar de Occidente, en los inicios de la conquista fue dominio del cacique Garabito.
El primer colono que llegó a la región lo hizo en 1854, se trató de José Zumbado, junto con su esposa Mercedes Solís; tres años después llegó Yanuario Cubillo con su familia, ambos de San José. Después vendrían los hermanos Ramón y Adriano Blanco, vecinos de San Vicente de Moravia, así como Judas Rojas, Feliciano Acuña, José María Brenes y Gordiano Murillo.
En 1886 se estableció la división territorial escolar de la República, en la cual Zarcero constituyó el distrito escolar sétimo del cantón de Naranjo. El primer edificio escolar se construyó en 1914, en la primera administración de Ricardo Jiménez Oreamuno; posteriormente se bautizó con el nombre de escuela Otilio Ulate Blanco. El Instituto Zarcero inició sus actividades docentes en 1969, en el gobierno de José Joaquín Trejos Fernández.
En 1892 se construyó un pequeño oratorio, en la plaza de la actual Iglesia de Zarcero. Para el año 1895, se erige la parroquia de Zarcero, siendo nombrado San Rafael Arcángel como santo patrono. La primera cañería se instaló en 1910, en el primer gobierno de Cleto González Víquez.
En la administración de Alfredo González Flores, el 21 de junio de 1915, en Ley n.º 27, se le otorgó el título de villa a la población de Zarcero, cabecera del cantón creado en esa oportunidad. Posteriormente, el 24 de julio de 1918, en el gobierno de Federico Tinoco Granados, se decretó la Ley n.º 28, que le confirió a la villa, la categoría de ciudad.
El 1 de enero de 1916 se celebró la primera sesión del Concejo Municipal de Zarcero, entonces conocido como cantón de Alfaro Ruiz. El concejo estuvo integrado por los regidores propietarios Francisco Alvarado Segura, quien fungió como presidente, Antonio Rodríguez Soto y Nicanor González Arguedas. El secretario municipal fue Jesús Quirós y el jefe político Ignacio Rojas Blanco.
En 1964, la municipalidad comisionó a Evangelista Blanco Brenes para el mantenimiento de las áreas verdes del parque ubicado frente a la iglesia parroquial. Por iniciativa propia, Blanco comenzó a dar forma artística a los árboles de ciprés, creando gradualmente las figuras topiarias que hoy caracterizan al parque y lo han convertido en un símbolo distintivo del cantón.
El 16 de junio de 2010, mediante ley aprobada por la Asamblea Legislativa, el nombre oficial del cantón fue cambiado de Alfaro Ruiz a Zarcero, adoptando así el nombre de su cabecera, por el cual ya era ampliamente conocido a nivel nacional e internacional.

## División territorial
El cantón está compuesto por siete distritos, los primeros cinco datan de su fundación en 1915, Zapote y Las Brisas se conformaron en 1939 y 1998 respectivamente. 
1. Zarcero
2. Laguna
3. Tapesco
4. Guadalupe
5. Palmira
6. Zapote
7. Brisas

## Geografía
Cantón de Zarcero cuenta con un área de 157,36 km² y una altitud media de 1769 m s. n. m.

### Geología
La región donde se encuentra el cantón de Zarcero presenta predominantemente roca volcánica correspondiente al periodo Cuaternario, con algún material del Terciario, en especial del Mioceno, correspondientes a la formación del Aguacate, compuesto de andesitas y basalto aglomerado, brechas y tobas.
Los materiales que predominan del Cuaternario son rocas de origen volcánico y sedimentario del Pleistoceno (lahares ubicados al oeste del cantón) y Holoceno (más recientes y que componen la mayoría del territorio del cantón, de predominio piroclástico).
Hay depósitos fluviales y coluviales hacia el oeste, en el límite con San Ramón.

### Geomorfología
La mayor parte del cantón se encuentra dentro de la subregión Volcán Poás de la unidad geomórfica de Origen Volcánico. Se pueden encontrar rocas andesíticas, coladas y piroclastos, y todo tipo de rocas volcánicas provenientes del Poás, el cual cuenta con todo tipo de pendientes.
Hacia el oeste, una parte pertenece a lomeríos de Fuerte Pendiente de la Sierra Minera de Tilarán, con lavas basálticas y andesíticas, aglomerados, tobas e ignimbritas, secundarias a actividad volcánica, lo que le da un fuerte relieve quebrado a la región, con cimas redondeadas y angostas, y valles también angostos. Hay abundantes cubiertas de ceniza en las partes altas.

### Hidrografía
El sistema fluvial del cantón se encuentra dado por sectores de la cuenca de los ríos San Carlos y Sarapiquí, pertenecientes a la subvertiente Norte de la Vertiente Caribe del país.
Los ríos Espino, Tapezco, La Vieja y sus afluentes son parte de la cuenca del San Carlos. Espino y Tapezco drenan en el río Balsa, y estos tres ríos son límite cantonal con Naranjo, San Ramón y San Carlos. Todos estos ríos nacen en el cantón y presentan dirección este - oeste.
El río Toro forma parte de la cuenca del Sarapiquí y drena el este del cantón. Nace en La Picada y drena de suroeste a noreste, siendo límite cantonal con Sarchí.

## Clima
El clima del cantón es de tipo Valle Central. Las precipitaciones anuales varían entre 1500 y 3500 mm, y la temperatura promedio es de 17 °C.

## Conservación natural
Al noreste de la región, se ubica parcialmente, el parque nacional Juan Castro Blanco y al sureste La Zona Protectora El Chayote, las cuales cubren cada una un 3 % de la superficie del cantón.

## Demografía
Para el año 2022, Cantón de Zarcero cuenta con una población estimada de 15 153 habitantes, y para el último censo efectuado, en 2011, Cantón de Zarcero contaba con una población de 12 205 habitantes.
De acuerdo al censo nacional del 2011, la población del cantón era de 12 205 habitantes, de los cuales, el 9,9 % nació en el extranjero. El mismo censo destaca que había 3333 viviendas ocupadas, de las cuales, el 73,9 % se encontraba en buen estado y había problemas de hacinamiento en el 3,2% de las viviendas. El 43,3% de sus habitantes vivían en áreas urbanas.
Entre otros datos, el nivel de alfabetismo del cantón es del 97,7%, con una escolaridad promedio de 7,4 años.
La tasa de natalidad corresponde a un 22.3%, la tasa de mortalidad a un 3.9% y la tasa de mortalidad infantil a un 5.8%.
Para el año 2012 presentaba un índice de desarrollo humano de 0.726, según el Programa de las Naciones Unidas para el Desarrollo. Además, presenta uno de los índices de delincuencia más bajos del país.
El censo nacional de 2011 detalla que la población económicamente activa se distribuye de la siguiente manera:
- Sector Primario: 39,6 %
- Sector Secundario: 15,8 %
- Sector Terciario: 44,6 %

## Cultura

### Educación
La educación en Zarcero es dirigida por la Dirección Regional de San Ramón a través del circuito 07 Zarcero. Aproximadamente un 15% de la población de Zarcero recibe la instrucción primaria en las 14 escuelas existentes en el cantón. Existe un centro de atención y rehabilitación de educación especial de «APAMAR». 

#### Supervisión del Circuito Escolar 07, Dirección Regional de Educación de Occidente
Antes del año 1995 la Supervisión Escolar del Circuito 07 funcionaba en la escuela Otilio Ulate Blanco, pero posteriormente el Comité Pro-biblioteca Pública de Zarcero en calidad de préstamo cede un terreno en el centro de Zarcero para que se construya un edificio para la supervisión y hasta el 2008 se mantiene gracias a los aportes de la comunidad y organización del personal.
En 2010 debido a un desastre natural, el edificio de la supervisión sufrió daños significativos y el Ministerio de Salud lo declara inhabitable por el riesgo que representaba para la vida humana; aunado a esta situación el Desarrollo Comunal de Zarcero, reclamó el terreno ya que alegaba la pertenecida de acuerdo a los registros legales.
A inicios de 2011 la administración de la supervisión gestionó ante el Ministerio de Salud la autorización para que dicho inmueble pudiera ser utilizado por un breve periodo de tiempo mientras se construía un nuevo edificio en otra locación, lo cual fue aprobado.
La Junta Administrativa del Liceo de Alfaro Ruiz, donó un lote de 1000 metros cuadrados para construir el edificio, la municipalidad de Zarcero aportó la maquinaria y el personal de la supervisión en ese momento con el apoyo de un grupo del personal docente y administrativo del circuito 07organizaron la clásica recreativa de Zarcero de los años 2011 y 2012, con la finalidad de recaudar ingresos económicos, “Se tocaron puertas en diferentes oficinas del MEP, para contar con el recurso económico para construir la infraestructura. El DIEE y el apoyo incondicional de señor Fernando Bogantes Cruz, director de Educación Técnica, se logró para inicios del curso lectivo 2013, iniciar la infraestructura de 144 metros cuadrados. Entregada la obra por parte DIEE, con el dinero recaudado con la Clásicas, se le dan los detalles finales al edificio”.
Desde el mes de julio de 2013 la Supervisión del circuito 07 se encuentra en la ubicación contiguo al acceso principal del Colegio Técnico Profesional Zarcero.

#### Colegio Técnico Profesional Zarcero
El Colegio Técnico Profesional de Zarcero, está ubicado en la provincia de Alajuela, cantón 11, Zarcero y en el distrito 01 Zarcero, 300 metros oeste y 100 metros norte del cementerio de Zarcero, calle a San Luis. 
La finca del colegio se encuentra en una finca del Estado costarricense, la cual se sitúa en la Hoja 076 – Quesada con plano catastrado E-Alajuela 465-86, Tomo 454-1916, Folio 123-519, Número 2422-134136, Asiento 7-1 con el protocolo, Tomo 3736, Folio 56 y 58, con un área de registro de 19 ha 5186,80 m².
La institución cuenta con un área de aproximada de 1030,25 m² de construcción inicial en primera y segunda etapa la cual consta de: un pabellón académico compuesto por cuatro aulas y una batería sanitaria, tres laboratorios, un comedor, un paso cubierto y una casetilla de seguridad.
Además, está en una tercera etapa de construcción la cual cuenta con un área de aproximada de 1416 m² que consta de: un pabellón académico compuesto por cuatro aulas y una batería sanitaria, un pabellón administrativo y la ampliación del comedor.
Actualmente se encuentra en construcción de la cuarta etapa con una inversión cercana a los seiscientos treinta y tres millones de colones que comprende una biblioteca, una soda, seis aulas destinadas a educación técnica, cancha techada, para un total de 2674 m² de construcción y además de pasos cubiertos que conectan los diferentes sectores del colegio con una extensión de 700 metros lineales.
Es el único colegio en el cantón con modalidad Técnica con una oferta curricular innovadora en la zona, “especialidades como electrónica industrial, electrónica en mantenimiento y reparación de equipo, contabilidad, ejecutivo para servicios y productividad y calidad son parte de las opciones técnicas con las que cuentan los estudiantes para formarse” (Diaz Rojas, 2014).
Hasta mayo de 2017, la matrícula de la institución es de 326 estudiantes (15 secciones) y 55 funcionarios entre administrativos, docentes, conserjes, cocineras y guardas de seguridad. Desde su fundación hasta la fecha el centro educativo es administrado por la señora MSc. Seylyn Araya Morales.
A los estudiantes de tercer ciclo se ofrecen talleres exploratorios relacionados con la producción en huertas, turismo, dibujo técnico, montajes eléctricos, inglés conversacional, dinero y finanzas.
La modalidad regular a tres años que ofrece la institución está conformada por las especialidades: Ejecutivo para Centros de Servicios, Electrónica Industrial, Agropecuaria en Producción Agrícola, Contabilidad, Productividad y Calidad.
La modalidad regular a dos años ofrece las siguientes especialidades: Ejecutivo para Centros de Servicios, Contabilidad, Productividad y Calidad.
Es importante mencionar que la institución cuenta con Sección Nocturna para estudiantes mayores de 18 años y con undécimo año aprobado, donde se imparte especialidades las técnicas de Contabilidad, Ejecutivo para Centros de Servicios y Electrónica en Mantenimiento de Equipo de Cómputo.
La institución participa activamente en el Programa Nacional de Ferias de Ciencia y Tecnología, ExpoJovem, Expo Ingeniería, Festival Estudiantil de las Artes, Juegos Deportivos Estudiantiles, Festival del Inglés, Encuentro de Líderes Estudiantiles, Programa Bandera Azul Ecológica entre otros.
Al tener la modalidad técnica, los estudiantes de especialidad participan en Empresas Labor@  implementada por el Programa Nacional de Informática Educativa del Ministerio de Educación Pública y la Fundación Omar Dengo (PRONIE MEP-FOD), en conjunto con la Dirección de Educación Técnica y Capacidades Emprendedoras del Ministerio de Educación Pública, con la intención de que los estudiantes mediante una estrategia constructivista desarrollen una empresa y hagan uso de múltiples herramientas, “los jóvenes desarrollan capacidades de emprendimiento, adquieren conocimientos sobre gestión empresarial y hacen uso productivo de las tecnologías digitales” (Fundación Omar Dengo, 2013)
A los estudiantes se les ofrece becas de transporte, alimentación y las aportadas por el Instituto Mixto de Ayuda Social (IMAS).

#### Liceo Alfaro Ruiz
El Liceo Alfaro Ruiz es una institución con un importante protagonismo en el cantón de Zarcero ya que representa una oportunidad para que la población del cantón pueda disponer de una opción de estudio. 
Su fundación, en el año de 1967 fue producto de la participación de diferentes sectores de la comunidad, esfuerzo que se materializa el 6 de enero de 1968 mediante el decreto N.º 4037 donde se establece el Colegio de Zarcero con alineación agropecuaria, pero en la práctica trabajaba como un colegio académico; razón por la cual, en 1974 al no concretarse la su orientación agropecuaria, pasa a convertirse en académico.
Posteriormente, el entonces presidente de la República Daniel Oduber visitó la zona y al colegio, y con la intención de que la institución recobrara su orientación agropecuaria, ofrece colaborar con un terreno apto para las actividades relacionadas, en 1977 gracias a la interacción de la comunidad y el gobierno fue comprada la finca del colegio y además se inauguró el laboratorio de ciencias, taller de artes industriales y el gimnasio.
El Liceo de Alfaro Ruiz cuenta con una población estudiantil de 710 alumnos en 36 secciones, 36 profesores, 6 docentes administrativos y 6 administrativos. Tanto el personal como los estudiantes provienen de los cantones de Zarcero, Naranjo y San Ramón. A partir del curso lectivo 2017, el centro educativo está bajo la administración de MSc. Blanca Adilia Alvarado Duarte.
Entre los servicios que brinda el Liceo Alfaro Ruiz están el comedor, biblioteca, soda y fotocopiadora. Los estudiantes cuentan con acceso a las becas de transporte, alimentación y las brindadas por el IMAS.
El servicio de biblioteca cuenta con acceso a computadoras, pantalla de televisión, juegos de mesa, zona de lectura y estudio. La Sala de Proyecciones permite el trabajo con materiales y recursos multimedia.
El gimnasio es un espacio donde se realizan múltiples actividades que implican la reunión de todos los estudiantes y el personal como actos cívicos; además de contar con la demarcación de cancha de fútbol sala, baloncesto y voleibol. 
En el periodo 2015- 2016 a la infraestructura del colegio se le realizan remodelaciones con la intención de ofrecer mejores condiciones a los estudiantes y al personal que labora en este lugar. 
La oferta académica de la institución ofrece las materias básicas correspondientes al III ciclo y Educación Diversificada. Los idiomas impartidos son inglés y francés, pero próximamente se ofrecerá mandarín.
La institución cuenta con un aula especializada de III ciclo y Educación Diversificada Vocacional y un taller de Artes Industriales para realizar trabajos en madera y otros materiales.
Además, se imparte tecnologías como Inglés Conversacional, Contabilidad, Diseño Gráfico, Turismo e Informática, las cuales complementan la formación académica de los estudiantes.
Es importante destacar que Empresas Labor@  se imparte en la institución, siendo uno de los pocos colegios académicos que implementa dicho programa. 
El programa de intercambio ha permitido integrar a estudiantes del liceo en otras instituciones educativas del extranjero y aprender el idioma, así mismo, estudiantes de otras nacionalidades visitan la institución cada año.

#### Liceo Laguna
Esta institución inicia labores en el año 2006, en el distrito de Laguna específicamente a 450 metros del Edificio Elías Valenciano Solís. 
La iniciativa se da porque la única opción como institución de educación Secundaria, es decir, el Liceo Alfaro Ruiz, resultaba de difícil acceso para las comunidades de Zapote, Lajas y demás poblados cercanos.
Mediante la Resolución DEPP-0084-2006 y DEPP-0277-2006 se aprueba la apertura de una nueva institución educativa con orientación tecnológica llamada Colegio Académico Tecnológico de Laguna Alfaro Ruiz (CATELAR), actualmente denominada Liceo Laguna.
En 2006, se inician labores bajo la administración de la Directora MSc. María Luisa Hernández Benavides, con un solo nivel compuesto de tres secciones, para un total de noventa y ocho estudiantes, al siguiente año, en el 2007 la matrícula aumenta y se atiende también el nivel de octavo, pero en condiciones de poca infraestructura y recursos, para ellos se trabajó en el salón de la comunidad y las aulas de catequesis.
Actualmente, el Liceo se encuentra bajo la dirección del MSc. Diego Meléndez Araya quien llega al iniciar el curso lectivo 2017; el equipo de trabajo lo integran nueve administrativos y veintinueve docentes en diferentes áreas académicas y técnicas, tres conserjes, una bibliotecaria y un orientador.
En cuanto a la población estudiantil para el curso lectivo 2017 hay un total de 377 estudiantes, distribuidos en diecisiete secciones para los diferentes niveles de educación secundaria. 
Los estudiantes del Liceo Laguna gozan de los servicios y beneficios institucionales que garantizan a la población estudiantil un servicio competitivo con diferentes instituciones de educación y hacen más atractiva su matrícula y permanencia en la institución. 
Este centro educativo es público con orientación tecnológica por ende se brindan talleres en diferentes áreas como: Inglés Conversacional para Tercer Ciclo, Contabilidad, Informática, Turismo y Secretariado. 
Es un servicio que permite a los estudiantes gozar del acompañamiento de un profesional en la disciplina de la Orientación para enfrentar y superar las diferentes etapas de su desarrollo. Propiciando un mayor conocimiento de sí mismo y del medio, un adecuado proceso de toma de decisiones, y haciendo énfasis en los procesos relacionados al desarrollo vocacional y la inserción y crecimiento de nuestros estudiantes en el campo laboral.

### El parque «Evangelista Blanco Brenes»
Uno de los aspectos más representativos del cantón de Zarcero, reconocido nacional e internacionalmente, son los topiarios que pueden observarse en el parque situado frente a la Iglesia de San Rafael Arcángel. Estos topiarios, formados en árboles de pino y ciprés, son obra de Evangelista Blanco Brenes, comisionado por la municipalidad del cantón en 1964 para encargarse del mantenimiento de las áreas verdes del parque. Un día, decidió recortar los árboles y poco a poco les fue dando diferentes formas.
Entre las figuras destacan una avenida con arcos de ciprés que conduce hasta la iglesia, así como figuras de caras de indios, un elefante, avionetas, helicópteros, boxeadores, un pulpo, un redondel, bailarinas, gallinas y un dinosaurio.
En julio de 2011, se inauguró una nueva iluminación para el parque. Por su obra en este parque, Evangelista Blanco recibió en 2013 el Premio Nacional de Cultura Popular.

## Economía
La economía del cantón se basa en la agricultura, principalmente café, el cual pertenece a la categoría de café de altura de la región cafetalera Valle Occidental. La producción de café del cantón se registra desde la década de 1930, tomando fuerza en la década de 1960 concentrándose las mayores áreas de cultivo en el caserío de San Luis,así como áreas más pequeñas en Guadalupe y Zarcero. La producción de café era adquirida en su mayoría por la Cooperativa de Productores de Café y Servicios Múltiples de Naranjo R.L, además de beneficios privados como Cafetalera La Meseta y FJ Orlich Hermanos Ltda. 
La producción de café del cantón para los años  90, andaba cercana a los 10 mil quintales de café oro, y el área  en unas 300 hectáreas, lo cual dinamizó mucho la economía de esta zona del cantón por la mano de obra requerida para la cosecha, principalmente en la temporada de cosecha, que va de diciembre a marzo, además de estar ligada por la misma actividad, a los caseríos de Barranca y San Antonio del cantón de Naranjo, importantes en producción cafetalera para esos años.
La primera carretera pavimentada del caserío de San Luis  se dio en parte por la lucha de los vecinos por tener  mejores condiciones de trasporte de sus productos agrícolas, principalmente café, ya que para el año 1989, se instaló el primer recibidor de café en el lugar, por lo tanto la producción era sacada hacia Naranjo en camiones. 
La producción y por ende el área de cultivo se comenzó a reducir a principios de los años 2000 debido a la falta de apoyo técnico por parte de las instituciones competentes, además de la crisis del café de esos años que dio  al traste con el 90% del área de cultivo, llegando a ser de 50 hectáreas para el año 2020. Además la producción de hortalizas como  zanahoria y el chiverre; una fuerte producción de ganadería y sus derivados, destacándose la "natilla Zarcero", producto local que aspira a obtener la denominación de origen; y pequeñas industrias en el campo de postres, panes, y diferentes productos basados en la agricultura. También destaca por el turismo. Cuenta con dos áreas protegidas: un sector del parque nacional Juan Castro Blanco y la Zona Protectora El Chayote.
El cantón de Zarcero es considerado un importante destino turístico del país debido a su artesanía y su parque.
Las principales actividades agropecuarias del cantón corresponden al cultivo de hortalizas, árboles frutales, café y ganadería bovina. Un 37% del suelo del sector norte presenta limitantes que lo hacen apto para cultivos permanentes de tipo semi-bosque, ganadería o utilización racional del bosque. El sur de la región (26% del territorio) es apto para todo tipo de uso.
Al noreste y noroeste del cantón, que constituyen un 21% de la región, presenta limitantes tales que la hacen apta únicamente para la utilización racional del bosque, mediante técnicas especiales de extracción. Un 7% del área cantonal, en el sector oeste de la misma, al igual que en un pequeño sector al noroeste, se destina únicamente a la protección de cuencas hidrográficas, vida silvestre y/o propósitos estéticos, pues tiende a la erosión.
Un 58% del área de la región, corresponde a una zona de mineralización aurífera con sulfuros de hierro, zinc y cobre, pero no se practica la minería en el cantón.

## Galería

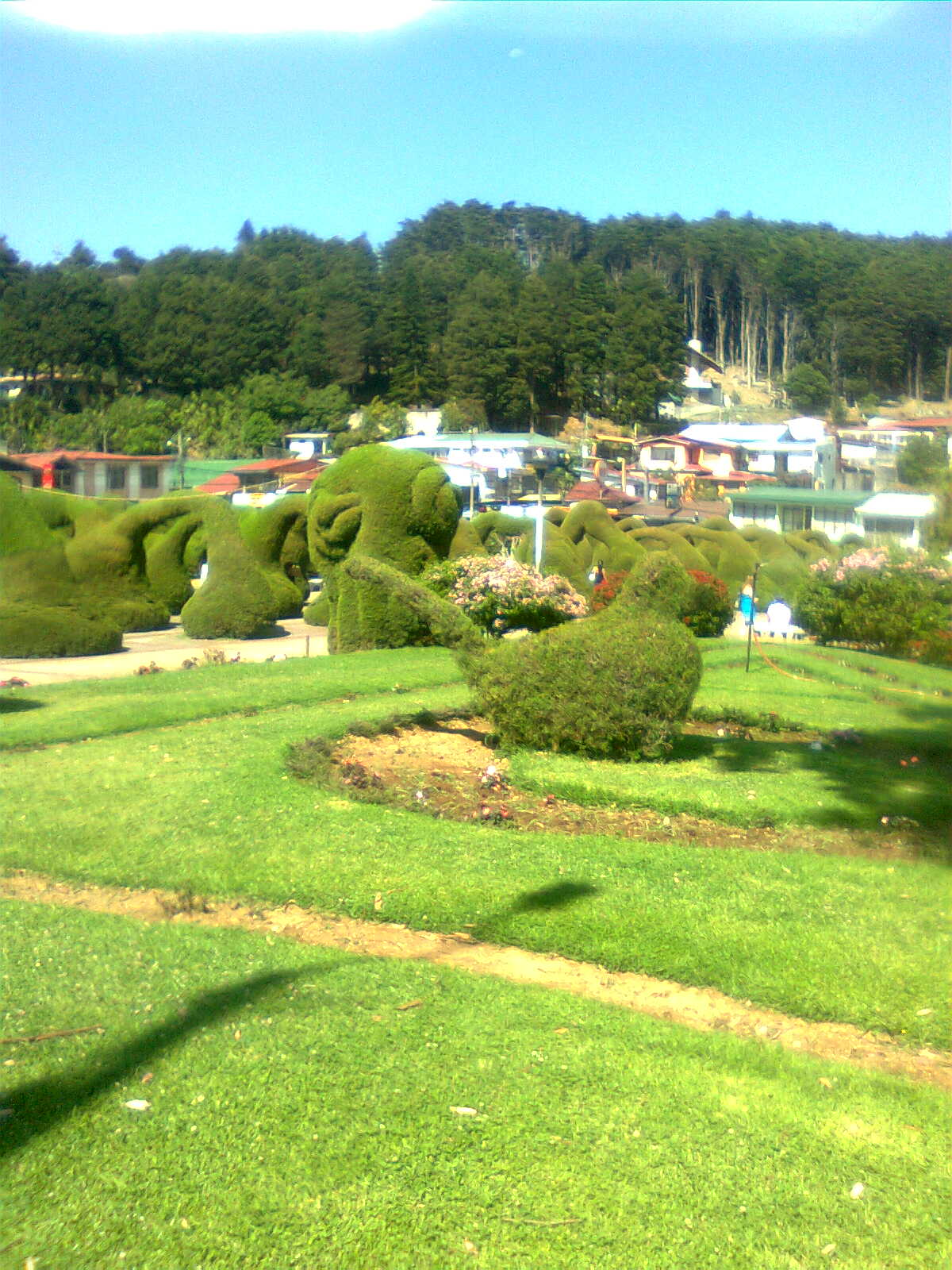
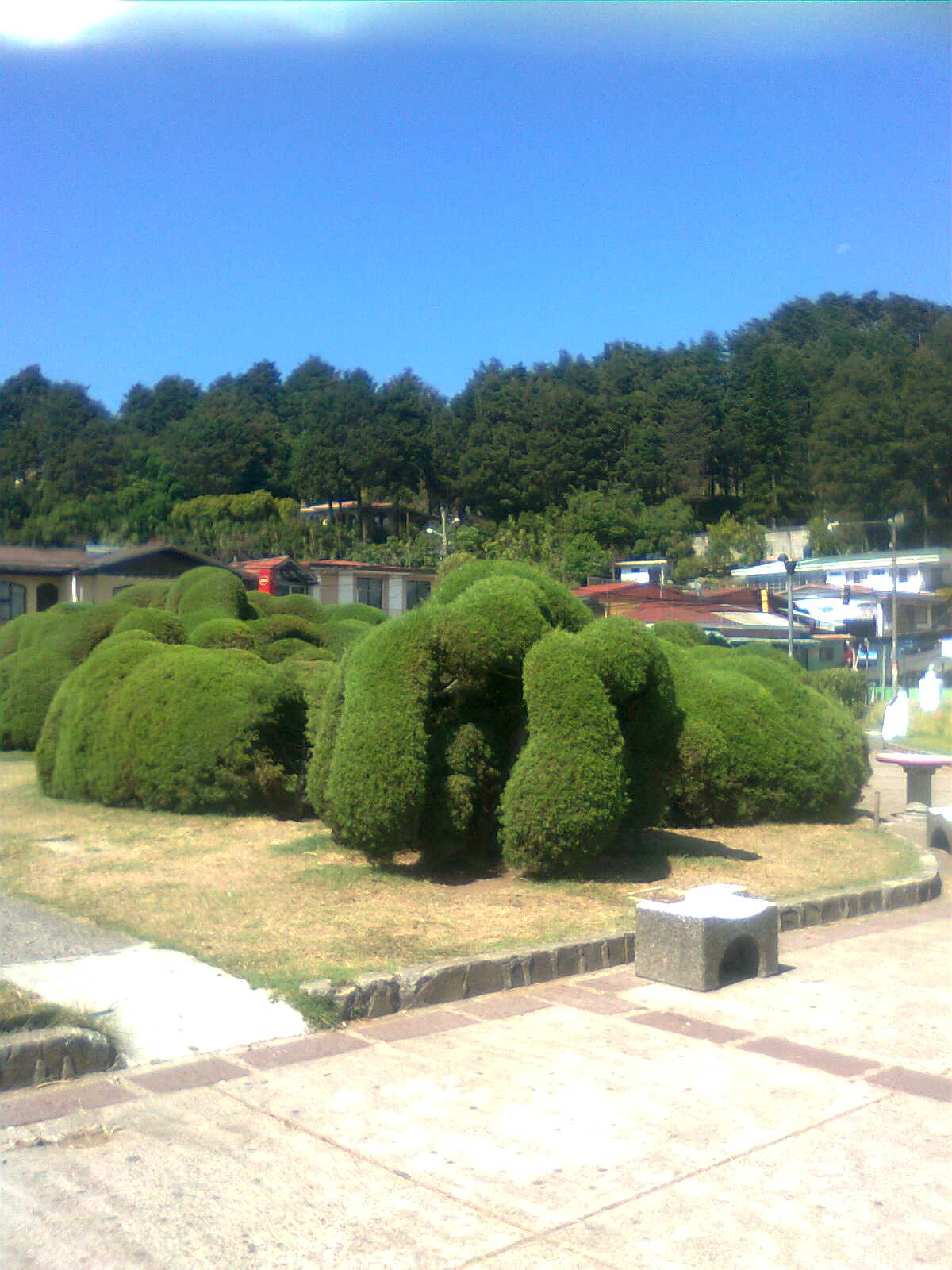
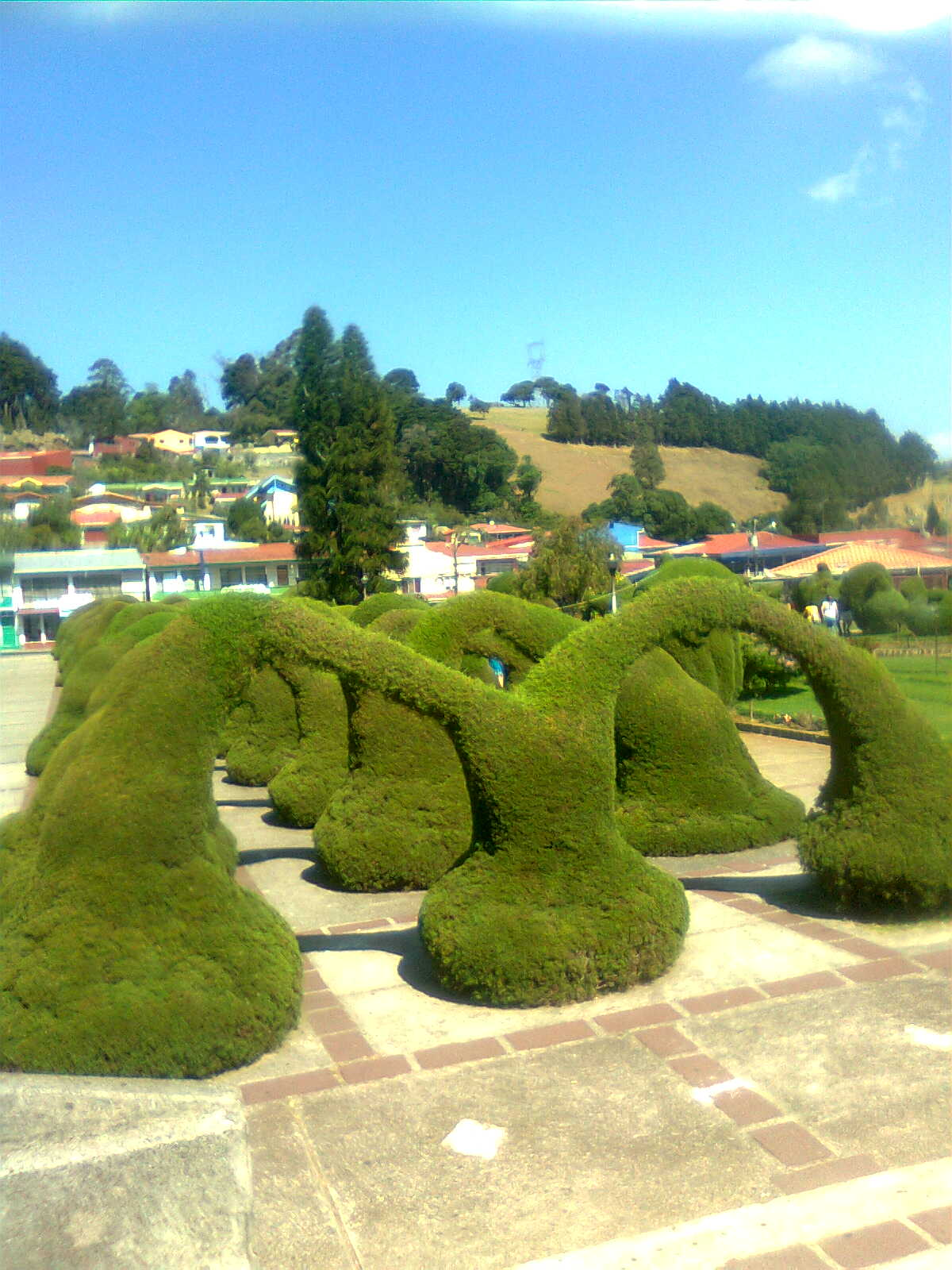
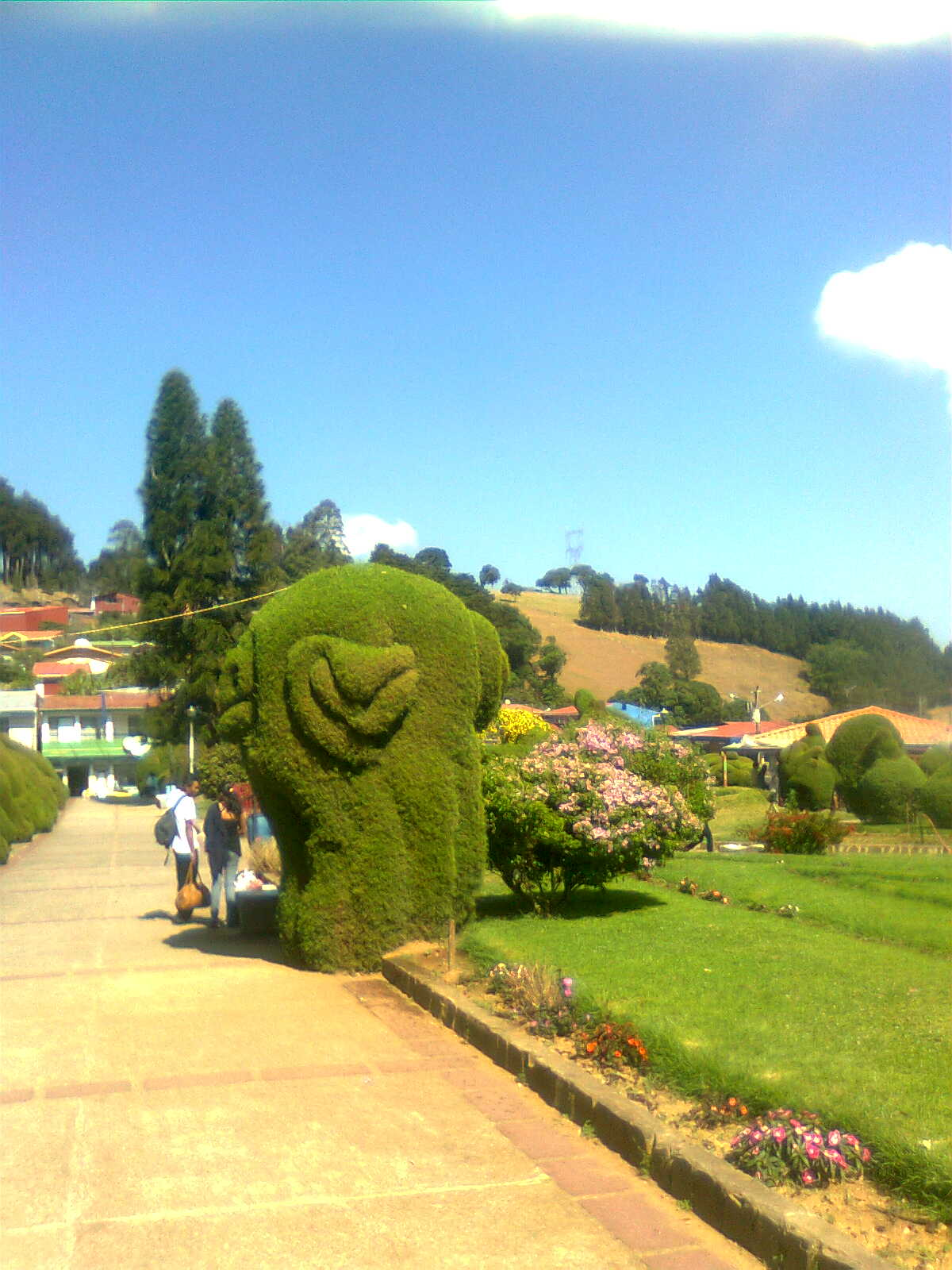
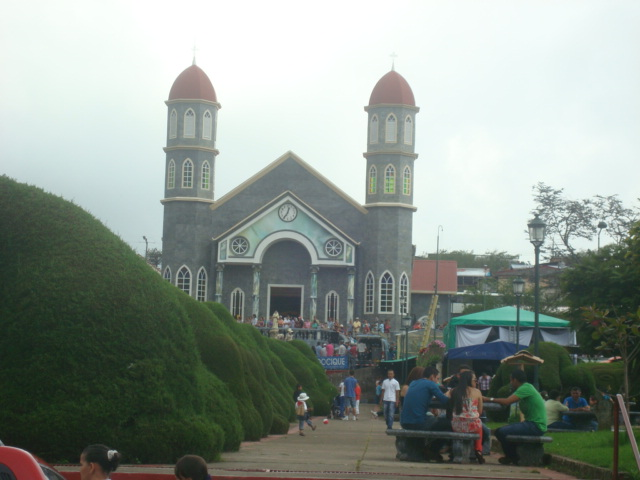
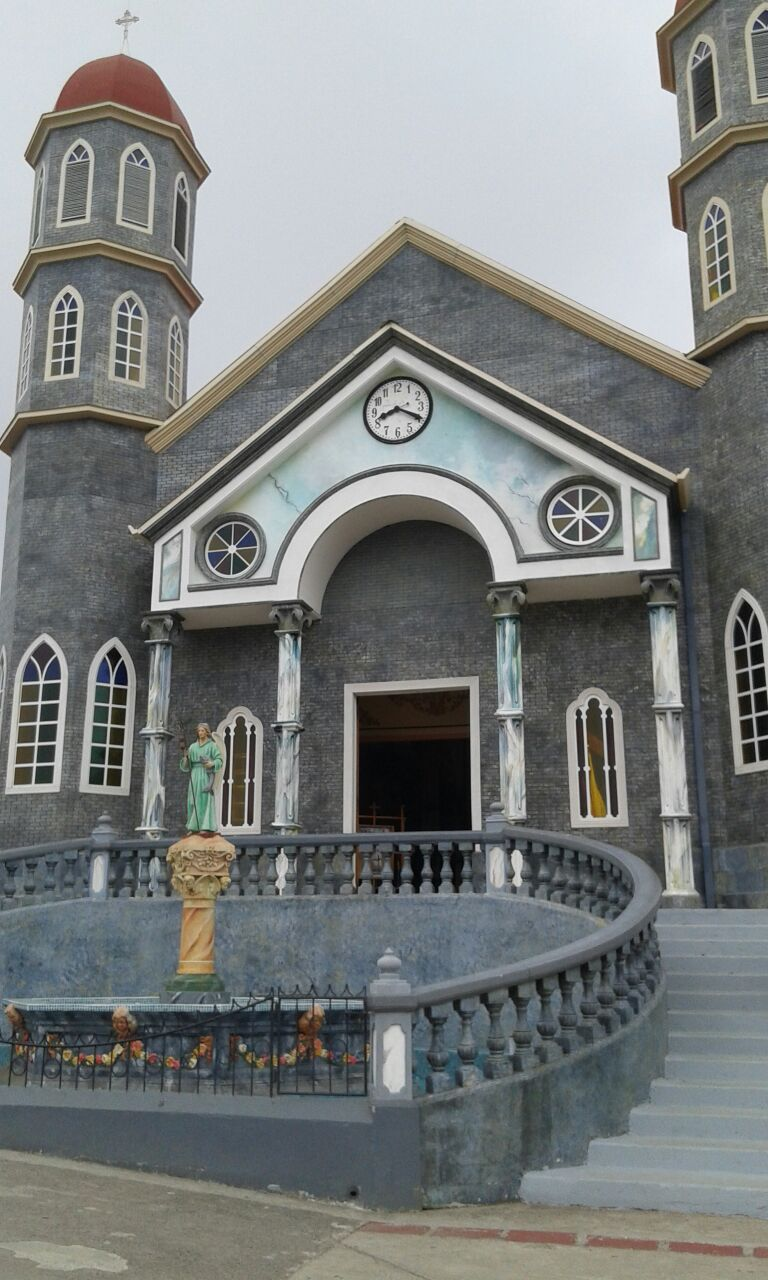